# A Madagaszkár pingvinjei (televíziós sorozat)
A Madagaszkár pingvinjei (eredeti cím: The Penguins of Madagascar) 2008-tól 2013-ig vetített amerikai televíziós 3D-s számítógépes animációs vígjátéksorozat, amelyet Tom McGrath és Eric Darnell alkotott. Rendezői Bret Haaland és Nick Filippi, producerei Mark McCorkle és Bob Schooley. Zenéjét Adam Berry szerezte. A sorozat a DreamWorks Animation és a Nickelodeon Animation Studio gyártásában készült, a Viacom Media Networks forgalmazásában jelent meg.
Amerikában a Nickelodeon mutatta be 2008. november 29-én, Magyarországon szintén a Nickelodeon mutatta be 2010. május 17-én.
A sorozat főszereplői a Madagaszkár-franchiseból megismert 9 karakter. A pingvinek: a kapitány (Skipper), Kowalski, a Közlegény és Rico; továbbá Maurice, Mort és Julien, a makik királya; és a két csimpánz, Mason és Phil.
A sorozatban feltűnik két új karakter is: Marlene a vidra és az állatkerti gondozó, Alice. Az ellenségek közül pedig: Dr. Fújlyuk a delfin, Savio az anakonda, Hans a lunda.
A sorozat premierjét 6,1 millió néző látta, ezzel új rekordot állítottak fel a legnézettebb premierek között. A sorozat 2010 második legnézettebb animációs filmje a 2 és 11 évesek körében, az első helyezett a SpongyaBob Kockanadrág volt.

## Cselekmény
A sorozat a Madagaszkár filmek spin-offja. A sorozatban a négy pingvin, Kapitány, Kowalski, Közlegény és Rico kalandjait követhetjük nyomon, akik különböző félkatonai módszerekkel védik meg otthonukat a Central Park-i állatkertet. A pingvinek megküzdenek olyan problémákkal is, amit Julien király, Maurice és Mort tovább súlyosbít.
A epizódok nyitójelenetében láthatóak a pingvinek, amint felnyitnak egy ládát, amin egy "Madagascar" felirat van, miután ezt felnyitják látható lesz a 3 maki karakter. A DreamWorks Animation vezérigazgatója Jeffrey Katzenberg kijelentette, hogy "legalább még egy fejezetet szeretne és ebben szívesen látná azt, hogy a karakterek végül hazajutnak New Yorkba."
A tévésorozat nem része a Madagaszkár, a Madagaszkár 2., a Madagaszkár 3. és A Madagaszkár pingvinjei-film által alkotott kánonnak, a mozifilmek a sorozat eseményeit nem veszik figyelembe.

## Szereplők
| Szereplő | Eredeti hang             | Magyar hang                                        | Fajtája           |
| --- | ------------------------ | -------------------------------------------------- | ----------------- |
| Kapitány | Tom McGrath              | Reviczky Gábor                                     | pingvin           |
| Közlegény | James Patrick Stuart     | Katona Zoltán                                      | pingvin           |
| Kowalski | Jeff Bennett             | Kerekes József                                     | pingvin           |
| Rico | John DiMaggio            | Fekete Zoltán                                      | pingvin           |
| Hans | John DiMaggio            | Csankó Zoltán                                      | lunda             |
| Hans | John DiMaggio            | Vass Gábor                                         | lunda             |
| Julien király | Danny Jacobs             | Forgács Gábor                                      | gyűrűsfarkú maki  |
| Maurice | Kevin Michael Richardson | Faragó András                                      | véznaujjú maki    |
| Mort | Andy Richter             | Arany Tamás (1-40. illetve 57-65. részekben)       | egérmaki          |
| Mort | Andy Richter             | Magyar Bálint (41-56., 60., 61., 67-80. részekben) | egérmaki          |
| Mason | Conrad Vernon            | Stern Dániel                                       | csimpánz          |
| Marlene | Nicole Sullivan          | Bertalan Ágnes                                     | vidra             |
| Alice | Mary Scheer              | Makay Andrea                                       | ember             |
| X ügynök | Cedric Yarbrough         | Varga Rókus                                        | ember             |
| Fújlyuk doktor | Neil Patrick Harris      | Seder Gábor                                        | palackorrú delfin |
| Doris | Calista Flockhart        | Hámori Eszter                                      | palackorrú delfin |
| Joey | James Patrick Stuart     | Fellegi Lénárd                                     | kenguru           |
| Roger | Richard Kind             | Posta Victor                                       | aligátor          |
| A patkányok királya | Diedrich Bader           | Schneider Zoltán                                   | vándorpatkány     |
| Bősz vagány | Clancy Brown             | Koroknay Géza                                      | eudyptes moseleyi |
| Bősz vagány | Clancy Brown             | Barbinek Péter                                     | eudyptes moseleyi |
| Savio | Nestor Carbonelli        | Fehér Tibor                                        | zöld anakonda     |
| Clemson | Larry Miller             | Tompa Ádám                                         | arany bambuszmaki |
| Clemson | Larry Miller             | Kossuth Gábor                                      | arany bambuszmaki |
| Kitka | Kari Wahlgren            | Kökényessy Ági                                     | vándorsólyom      |
| Max | Wayne Knight             | Vida Péter                                         | macska            |
| Kuchikukan | Conan O’Brien            | Pálmai Szabolcs                                    | démon             |
| Parker | Ty Burrell               | Király Attila                                      | kacsacsőrű emlős  |
| A Kék Tyúk | Audrey Wasilewski        | Kocsis Mariann                                     | tyúk              |
| További magyar hangok: |                          |                                                    |                   |
| Halász Aranka, Rátonyi Hajni, Tóth Roland, Zakariás Éva, Nádorfi Krisztina, Károlyi Lili, Bartók László, Papucsek Vilmos, Endrédi Máté, Moser Károly, Szabó Máté, Előd Álmos, Pálmai Szabolcs, Boldog Gábor, Ducsai Ábel, Kautzky Armand, Sági Tímea, Sörös Miklós, Sipos Eszter Anna, Magyar Attila, Barát Attila, Pipó László, Holl Nándor, Sallai Nóra, Kelemen Kata, Szórádi Erika, Horváth-Töreki Gergely, Péter Richárd, Bognár Anna, Peller Anna, Szkárosi Márk, Orosz Ákos, Viczián Ottó, Szívós Győző, Bor László, Csuha Lajos, Szalay Csongor, Rába Roland, Zámbori Soma. |                          |                                                    |                   |

## Epizódok
| Évad | Évad | Epizódok | Eredeti sugárzás   | Eredeti sugárzás  | Magyar sugárzás     | Magyar sugárzás      |
| Évad | Évad | Epizódok | Évadpremier        | Évadfinálé        | Évadpremier         | Évadfinálé           |
| ---- | ---- | -------- | ------------------ | ----------------- | ------------------- | -------------------- |
|      | 1    | 26 (51)  | 2008. november 29. | 2009. május 12.   | 2010. május 17.     | 2011. január 8.      |
|      | 2    | 39 (72)  | 2010. március 13.  | 2012. június 17.  | 2011. szeptember 5. | 2013. november 20.   |
|      | 3    | 15 (27)  | 2012. április 16.  | 2013. február 14. | 2012. augusztus 4.  | 2013. szeptember 13. |

## Gyártás
2006 közepén, a Nickelodeon és a DreamWorks Animation bejelentette, hogy együttműködve létrehoznak egy gyermekműsort a Madagaszkár filmek alapján. A sorozat főszereplői a filmből megismert pingvinek lennének. Ezzel kapcsolatban semmi megerősítés nem történt egészen 2007 novemberéig. A Madagaszkár pingvinjei debütálása 2008-ban kétszer is csúszott, aztán 2009 márciusára tették át, ennek valószínű oka a Madagaszkár 2 c. mozifilm 2008. november 7-ei premierje volt. Végül a Nickelodeon november 8-án leadta az első részt a sorozatból.

### Szereplőválogatás
Néhány színész, akik az előző részekben hangjukat kölcsönözték a filmbéli karaktereknek, nem tudták vállalni szerepüket a sorozatban.
Chris Millert, aki Kowalski hangja volt, Jeff Bennett váltotta fel, míg Christopher Knights helyett James Patrick Stuart lett a Közlegény hangja. Danny Jacobs vette át Julien király hangját Sacha Baron Cohentől és Cedric the Entertainer karakterét Kevin Michael Richardson vette át, aki Maurice új hangja lett. Más karaktereknek (pl. a Kapitány és Rico) hangjai ugyanazok a színészek maradtak, mint a filmben, míg a teljesen új karaktereknek, mint Marlene és Alice, új színészeket kerestek.

## Nemzetközi premierek
| Ország                                                                                                | Évad premier                         | Csatorna                              |
| --- | ------------------------------------ | ------------------------------------- |
| Argentína · Brazília · Chile · Kolumbia · Costa Rica · Ecuador · Mexikó · Paraguay · Peru · Venezuela | 2009. június 5.                      | Nickelodeon (Latin Amerika)           |
| Ausztrália                                                                                            | 2009. április 18.                    | Nickelodeon Ausztrália                |
| Ausztria · Németország · Svájc                                                                        | 2009. szeptember 12.                 | Nickelodeon Németország               |
| Belgium · Hollandia                                                                                   | 2009. április 12.                    | Nickelodeon Hollandia és Flandria     |
| Bulgária                                                                                              | 2010. március 6.                     | Nova Television                       |
| Horvátország                                                                                          | 2011.                                | Nickelodeon Horvátországban           |
| Szerbia                                                                                               | 2009.                                | B92                                   |
| Kanada                                                                                                | 2009. szeptember 12.                 | YTV / Nickelodeon Kanada              |
| Csehország · Románia · Magyarország · Málta · Szlovákia · Moldova                                     | 2010. február                        | Nickelodeon (Közép-és Kelet-Európa)   |
| Franciaország                                                                                         | 2010. szeptember                     | Nickelodeon Franciaország             |
| Görögország                                                                                           | 2010. szeptember 3.                  | Nickelodeon Görögország               |
| Hongkong · Malajzia · Fülöp-szigetek · Szingapúr                                                      | 2009. szeptember 10.                 | Nickelodeon Délkelet-Ázsia            |
| Indonézia                                                                                             | 2010. május 15.                      | Nickelodeon Indonézia Global TV       |
| Írország · Egyesült Királyság                                                                         | 2009. április 12.                    | Nicktoons UK és Írország CITV RTÉ Two |
| Izrael                                                                                                | 2010. február 28.                    | Nickelodeon Izrael                    |
| Olaszország                                                                                           | 2009. november                       | Italia 1 / Nickelodeon Olaszország    |
| Japán                                                                                                 | 2010. április 4.                     | NHK Educational TV                    |
| Dél-Korea                                                                                             | 2010. augusztus                      | Nickelodeon Dél-Korea                 |
| Litvánia                                                                                              | 2009. április 10.                    | TV3                                   |
| Új-Zéland                                                                                             | 2009. április 18.                    | Nickelodeon Új-Zéland                 |
| Nigéria · Dél-afrikai Köztársaság                                                                     | 2010. június                         | Nickelodeon Új-Zéland                 |
| Lengyelország                                                                                         | 2009. április 15.                    | Nickelodeon Lengyelország             |
| Portugália                                                                                            | 2009. október 9.                     | Nickelodeon Portugália                |
| Oroszország                                                                                           | 2010. október 4.                     | 2x2                                   |
| Spanyolország                                                                                         | 2009. október                        | Nickelodeon Spanyolország             |
| Thaiföld                                                                                              | 2010. augusztus                      | BBTV Channel 7                        |
| Törökország                                                                                           | 2010. április 4. 2010. február 6.    | Nickeledeon Törökország CNBC-e        |
| Egyesült Államok                                                                                      | 2008. november 29. 2010. március 28. | Nickeledeon                           |

## Fogadtatás
A sorozat vegyes kritikákat kapott. Mary McNamara a Los Angeles Times-tól azt mondta, hogy a show-ban erőltetett a komédia és az akciójelenetek, mondván, hogy a "Kengyelfutó gyalogkakukkból" ismert prérifarkasra és a 40-es évek gengszterfilmjeire emlékeztet.

## Díjak és elismerések
2009 novemberében A Madagaszkár pingvinjei BAFTA-díjat nemzetközi gyermekműsorok kategóriában. A show a díjat 2010-ben újra elnyerte. 2010. február 6-án a sorozat elnyerte a legjobb animációs televíziós produkció díját gyermek kategóriában a 37. Annie Awards díjátadón Los Angelesben, Kaliforniában. A Bret Haaland is megnyerte a Legjobb rendezőnek járó díjat, az ő munkája az "Ebédidő" című epizód.
A sorozatot jelölték "Kedvenc rajzfilmként" a 2010-es és 2011-es Kids' Choice Awards-on, de a Spongyabob Kockanadrágot nem tudta megelőzni.

## Játékok
A DreamWorks több gyártónak már engedélyezte, köztük a Hooga Loo Toys játék gyárnak is akik már egy sor plüssjátékot hoztak létre a második Madagaszkár filmmel kapcsolatban. A sikerük alapján a Hooga Loo-nak megadták a licencet ahhoz hogy teljesen új játékokat gyártsanak a sorozathoz. A Hooga Loo egy kreatív fejlesztési csapatot toborzott, a Pangea Corporationt, aki segítettek a Playmates Toysnak a Tini Nindzsa Teknőcök fejlesztésében. A McDonald’s is készített egy sor játékot a második film alapján.

## Videojátékok
A TV showból azonos címmel készítettek egy akció-kaland játékot, amit a THQ Inc. adott ki és a Griptonite Games fejlesztett.

## Mozifilm
2011 márciusában bejelentették, hogy a pingvinek önálló mozifilmet is kapnak, amelyet Alan J. Schoolcraft és Brent Simons írnak majd. Ők készítették a Megaagy című amerikai animációs film forgatókönyvét is. A filmben a pingvinek a gonosz polip, Dave ellen harcolnak, akinek John Malkovich adja a hangját. Segítségükre siet az Északi Szél nevű hadtest is, melynek vezetője Titkos, a farkas akinek Benedict Cumberbatch adja a hangját. A film eredeti premierje 2015. március 27-én lett volna, de végül előrehozták 2014. november 26-ra, dátumot cserélve a Végre otthon című filmmel.

## DVD kiadások
- A Madagaszkár pingvinjei 24 perces "hosszú" előzetesét a Madagaszkár 2 dupla DVD-jének részeként adták ki. A lemez két epizódott tartalmazott: A "Maurice villant" és a "Popcorn pánik".
- A "The Penguins of Madagascar: Operation: DVD Premiere" egy 130 perces DVD amin a TV-ben leadott részek közül 7 és 2 korábban soha nem látott részt is megtalálható. A lemezt 2010. február 9-én adták ki.
- A "The Penguins of Madagascar: Happy King Julien Day!" egy 88 perc hosszú műsoros DVD amin szintén megtalálhatók a TV-ben leadott részeken kívül a leadatlan epizódok is. A lemezt 2010. augusztus 10-én adták ki.
- A "The Penguins of Madagascar: New to the Zoo" című DVD 7 TV-ben sugárzott részt mutat be és egy eddig le nem adott epizódot. Kiadására 2010. október 10-én került sor.
- A "The Penguins of Madagascar: I Was a Penguin Zombie" egy 88 perces DVD ami tartalmaz 8 epizódot és 1 soha nem látott részt, a lemezt 2010. október 5-én került a boltokba.

## Fordítás
Ez a szócikk részben vagy egészben  a   The Penguins of Madagascar című angol Wikipédia-szócikk fordításán alapul.  Az eredeti cikk szerkesztőit annak laptörténete sorolja fel. Ez a jelzés csupán a megfogalmazás eredetét és a szerzői jogokat jelzi, nem szolgál a cikkben szereplő információk forrásmegjelöléseként.